# Racomitrium subrupestre
Racomitrium subrupestre là một loài Rêu trong họ Grimmiaceae. Loài này được Roiv. mô tả khoa học đầu tiên năm 1955.